# Aero Dili
Aero Dili ist eine Fluggesellschaft mit Sitz in Dili (Osttimor). Das Büro befindet sich im Timor Plaza. Eigentümer der Gesellschaft ist Lourenço de Oliveira, der von Atauro stammt. Seit dem 20. März 2023 verfügt die Gesellschaft über einen eigenen Airbus A320. 2025 kam ein A319-100 dazu, der von der China Eastern Airlines übernommen wurde.

## Geschichte
Aero Dili nahm im Juni 2018 den Betrieb auf und bot zunächst Flüge von Dili nach Baucau, Suai und Oecusse an. Die Flotte bestand aus einmotorigen Maschinen vom Typ Cessna 172P, 172G und 207T. Eine Maschine stellte Aero Dili den Verteidigungskräften Osttimors (F-FDTL) zur Verfügung. Die Flugzeuge waren die ersten überhaupt, die das Länderkennzeichen 4W- für die Registrierung in Osttimor trugen.
Am 20. Februar 2019 kam es zu einer Bruchlandung der Cessna 172 4W-AAA auf dem Flug von Suai nach Dili. Westlich der Landeshauptstadt kam es zu technischen Problemen. Der Pilot versuchte eine Notlandung. Dabei streifte die Maschine eine Stromleitung und schlug neben einer Straße bei Ai Pelo auf. Der Pilot und der einzige Passagier blieben unverletzt. Das Flugzeug wurde irreparabel beschädigt.
Nach dem Zwischenfall ruhte zunächst der Betrieb, ab September 2019 flog man wieder im Charterbetrieb. Ab August 2021 bot man Flüge von Dili nach Jakarta und Surabaya an, wobei Maschine und Besatzung von Indonesia AirAsia verwendet werden. Seit 2022 gibt es wieder Inlandsflüge von Dili nach Suai und Oe-Cusse.
2023 wurde ein Airbus A320 geleast. Die Maschine mit dem Kennzeichen 4W-AAL ist der erste Passagierjet, der in Osttimor registriert ist. Für den Betrieb stellte man Fachkräfte aus Indonesien und Malaysia ein. Sie kümmern sich um die Wartung. Dazu kommen acht Piloten und zwölf Flugbegleiter. Seit dem 24. Februar 2024 fliegt Aero Dili mit dem Airbus von Dili nach Singapur.
2025 übernahm Aero Dili von China Eastern Airlines einen A319-100, der das Kennzeichen 4W-AAO erhielt. Seit dem 14. Februar 2024 wird jeweils Dienstag und Samstag die Route von Dili nach Xiamen in China bedient.

## Flotte
Mit Stand März 2024 besteht die Flotte der Aero Dili aus einem Flugzeug mit einem Alter von 15,4 Jahren:
| Flugzeugtyp     | Anzahl | bestellt | Anmerkungen         | Sitzplätze |
| --------------- | ------ | -------- | ------------------- | ---------- |
| Airbus A320-200 | 1      |          | Kennzeichen: 4W-AAL | 162        |
| Airbus A319-100 | 1      |          | Kennzeichen: 4W-AAO | 136        |
| Gesamt          | 2      | –        |                     |            |